# Lacandóndjungeln

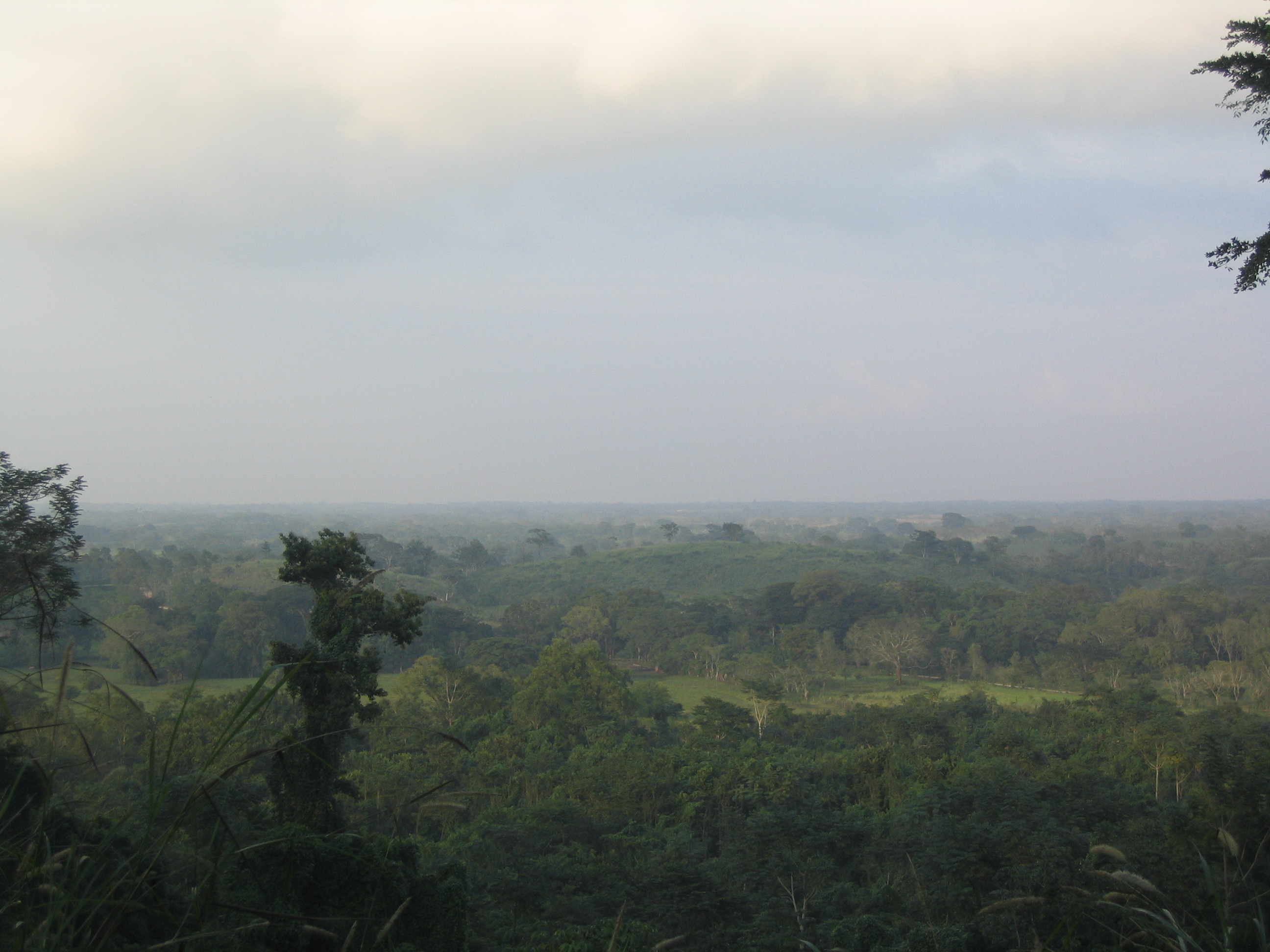
Lacandóndjungeln

Lacandóndjungeln (spanska: Selva Lacandona) är ett 1,9 miljoner hektar stort regnskogsområde i den mexikanska delstaten Chiapas, som sträcker sig från södra delen av Yucatanhalvön till gränsen mot Guatemala. Där sammanfaller området med Montes Azules biosfärområde. Fastän det mesta av djungeln utanför reservatet till stor del blivit skövlat och förstörelse fortgår inne i området, så är Lacandón fortfarande den största bergsregnskogen i Nordamerika och en av de sista stor nog att kunna hysa jaguarer. Den innehåller 1500 trädarter, 33% av alla Mexikos fågelarter, 25% av dess övriga djurarter, 44% av dess dagfjärilar och 10% av alla Mexikos fiskarter.
Selva Lacandona i Chiapas östliga del, mellan floden Usumacinta och vattendragen Perlas och Lacantún, härbärgerar också ett antal viktiga mayaruiner såsom Palenque, Yaxchilan och Bonampak plus ett antal mindre fyndplatser, som står helt eller delvis outgrävda. Djungeln är även hembygd för lacandonerna, en grupp mayaindianer, som har bevarat mycket av sitt traditionella, som levnadssätt och klädedräkt, plus några andra mayafolk, som talar tzotzil, tzeltal och tojolabal. Lacandonerna och deras öde har uppmärksammats och filmatiserats av Peter Torbiörnsson i filmen 
De sista lakandonerna från 2005.
Sedan 1990-talet har detta relativt otillgängliga urskogsområde i Chiapas varit Zapatistarmén för nationell befrielses aktivitetsområde, där de tidvis upprättade egna kommuner för urfolk. EZLN:s krav på självbestämmande erkändes (2006) av den mexikanska staten.